# Richard Hall
Richard H. Hall (Hartford, 25 dicembre 1930 – Brentwood, 17 luglio 2009) è stato un ufologo statunitense fautore dell'ipotesi extraterrestre in relazione agli avvistamenti UFO.
Scrisse numerosi libri e articoli che trattavano del ruolo della donna durante la Guerra civile americana. Secondo l'ufologo Jerome Clark e l'anomalista Patrick Huyge, Richard Hall morì di cancro.

## Biografia
Hall conseguì il Bachelor's degree in filosofia presso la Tulane University di New Orleans. Per la maggior parte della sua vita visse nell'area di Washington, D.C.. Dal 1958 al 1969 lavorò presso il National Investigation Committe on Aerial Phenomena (NICAP), uno dei più autorevoli e influenti gruppi di ricerca civili sul fenomeno UFO della storia americana. Iniziò come segretario esecutivo, per arrivare ad assistente direttore del NICAP. In questo ruolo Hall divenne sia testimone che attore di molti fenomeni Ufologici degli Stati Uniti. Lavorando con il direttore del NICAP, Donald Keyhoe, fu molto attivo nel sensibilizzare il Congresso degli Stati Uniti sul fenomeno UFO.
Nel 1964 Hall, nella veste di ricercatore, scrisse e ne fu pure l'editore del libro The UFO Evidence, un compendio dei migliori avvistamenti e incidenti UFO tra il 1940 ed i primi anni sessanta. Nel 1964, una copia del libro fu inviata ad ogni membro del Congresso e il libro è ancora oggi considerato da molti ricercatori come uno dei migliori testi sugli UFO mai pubblicati. Nel 1969, a seguito della rimozione di Keyhoe da direttore del NICAP, Hall, pur lavorando nel campo degli UFO, lasciò il NICAP per impiegarsi come technical writer ed editore.
Fu al servizio come direttore del FUFOR (Fondo per la ricerca sugli UFO), che fornisce borse di studio a validi ricercatori. Fu anche editore del MUFON Journal, la pubblicazione ufficiale del Mutual UFO Network , o MUFON, il più grande gruppo civile americano contemporaneo che si occupa di UFO. Nel 2001 scrisse il sequel del libro The UFO Evidence : illustra il maggior numero di casi dalla metà degli anni sessanta fino al 1990. È stato anche editore capo del Journal of UFO History, una pubblicazione bimestrale.
Hall era un vigoroso fautore della teoria che gli UFO fossero veicoli spaziali di origine extraterrestre provenienti da un'avanzata civiltà aliena. Fu anche un membro attivo del sito "UFO Updates". Come integrazione ai suoi guadagni come ricercatore UFO, Hall lavorò per diversi anni come colui che riassume testi, libri e notizie per il Congressional Information Service in Bethesda, Maryland. Come membro della Authors Guild, Hall scrisse numerosi libri e articoli sul ruolo della donna nella Guerra Civile Americana.

### Ulteriori letture
- The UFO Evidence, NICAP, 1964. ASIN B000GTPDFW
- The UFO Evidence, Volume 2: A Thirty-Year Report, Scarecrow Press, Inc., 2001. ISBN 0810838818
- Women on the Civil War Battlefront, University Press of Kansas, 2006. ISBN 0700614370
- Patriots in Disguise: Women Warriors of the Civil War, Marlowe & Company, 1994. ISBN 1569248648